# (74384) 1998 XQ20
(74384) 1998 XQ20 – planetoida z pasa głównego asteroid okrążająca Słońce w ciągu 5,15 lat w średniej odległości 2,98 j.a. Odkryta 10 grudnia 1998 roku.